# 藝術品

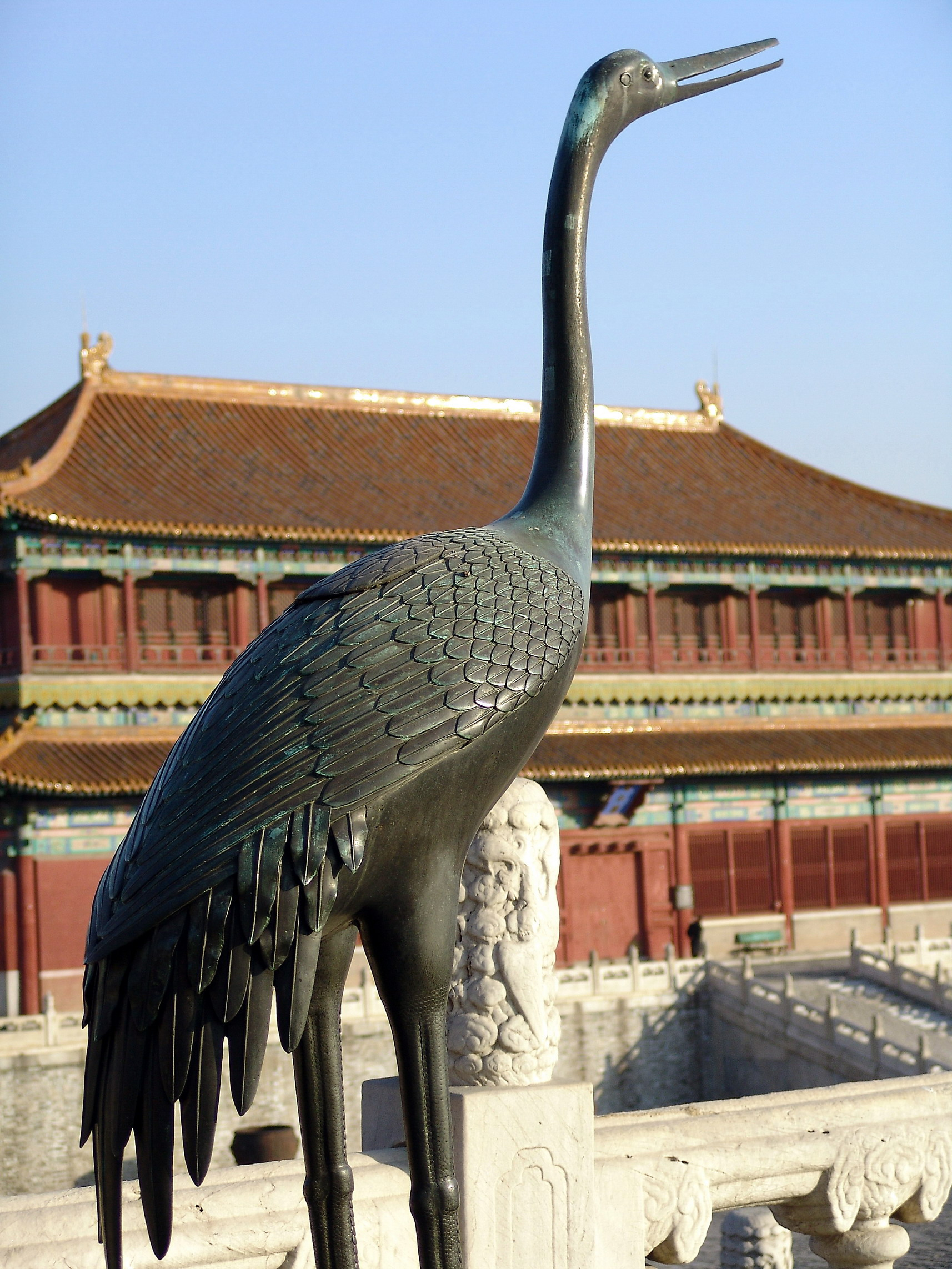
中國紫禁城太和殿前的銅鶴

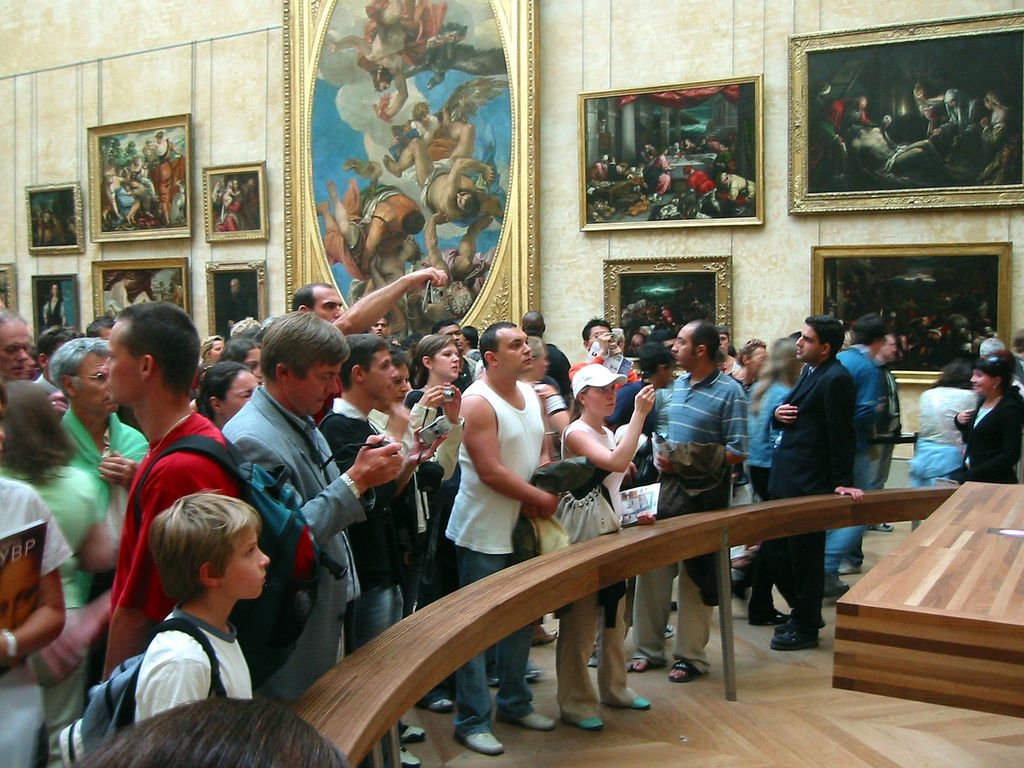
置於博物館內的眾多藝術品

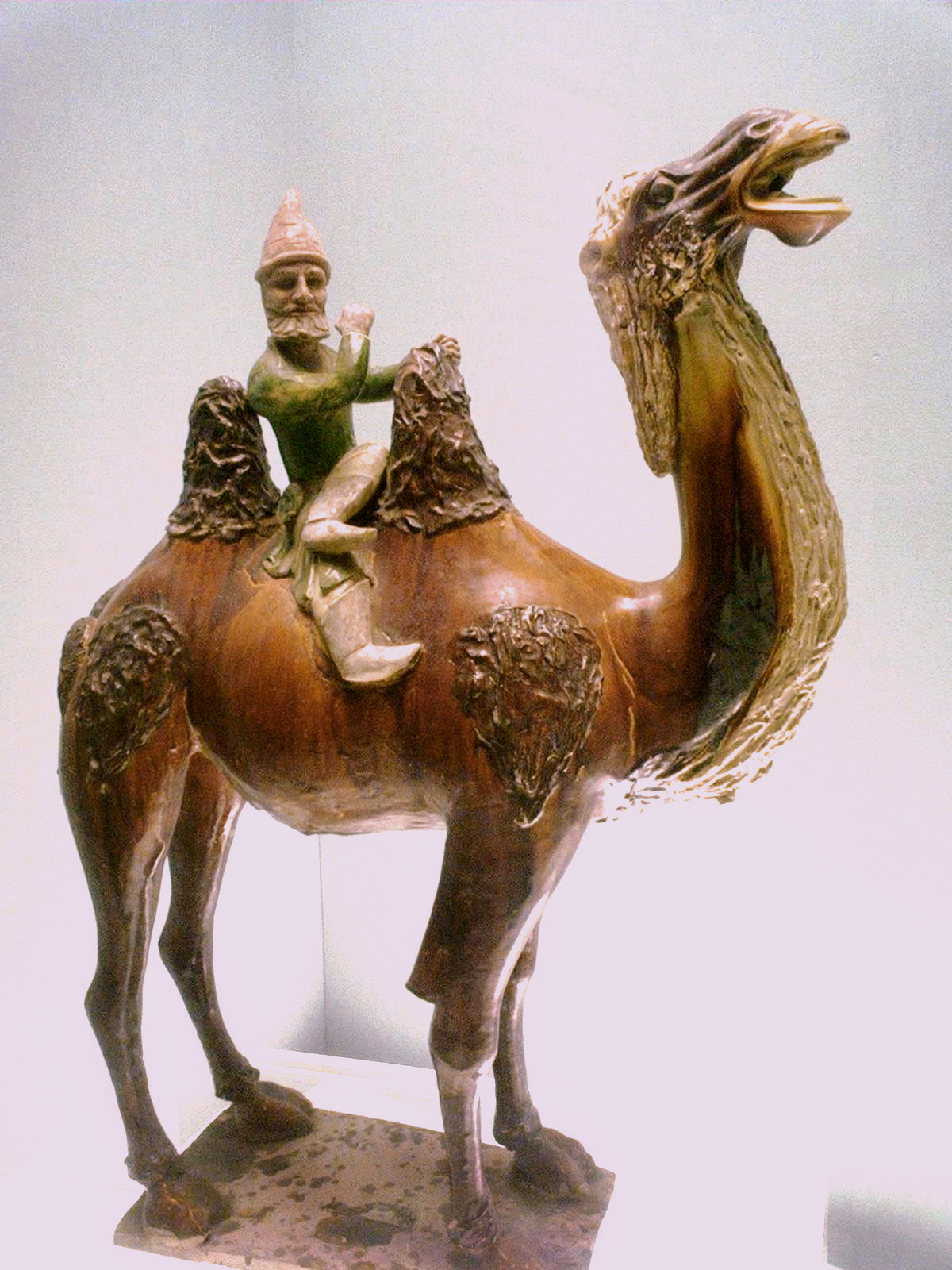
唐三彩

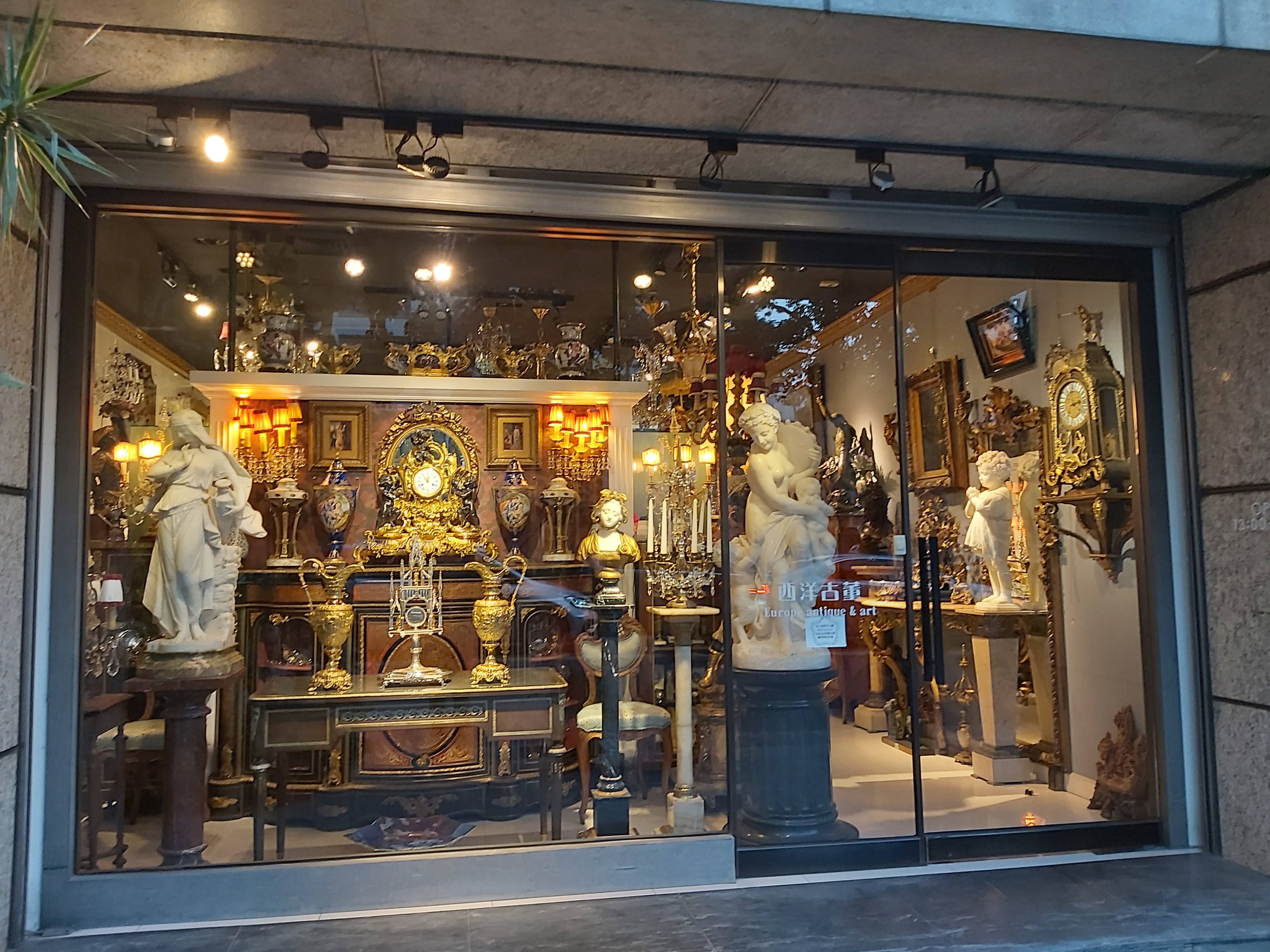
西洋古董店中陳列的藝術品

藝術品，是具藝術價值的創意物品，它可能是實物如油畫，也可能並非實物，如一首音樂，儲存於電腦網路伺服器。
實物藝術品減值損失的原因：自然耗損、腐蝕、變質、生銹、氧化、蟲咬、火災、水險、盜竊。

## 鉴赏
丁曦元先生在《艺术风水》中曾经对艺术作品作了这样的评述：“静穆者伟大，而动势风水亦更有魅力，流动之空间更美。难于静中生动，而动中恒静更难。”

### 品項
- 中國畫
- 木刻
- 木雕
- 郵票
- 水粉畫
- 水彩畫
- 冰雕
- 沙雕
- 泥塑
- 油畫
- 版畫
- 建築物
- 音樂
- 書法
- 素描
- 刺青
- 塗鴉
- 陶藝
- 電視
- 電影
- 漫畫
- 舞蹈
- 篆刻
- 雕塑
- 戲劇
- 相片
- 拍賣
- 古董
- 二次創作
- 惡搞文化
- 投資學
- 保險
- 活化
- 酸雨